# 弗朗切斯科·福斯卡里

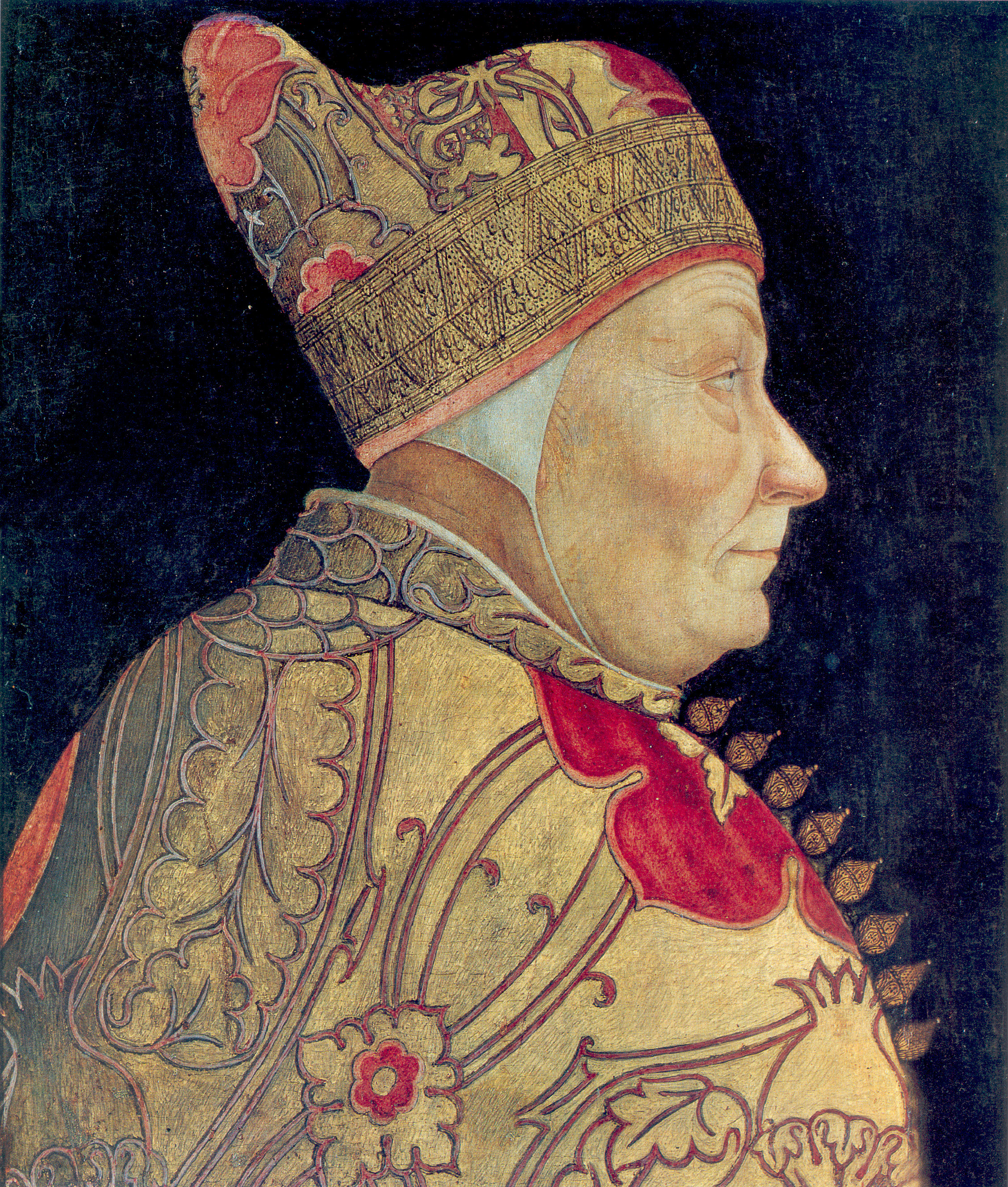
福斯卡里

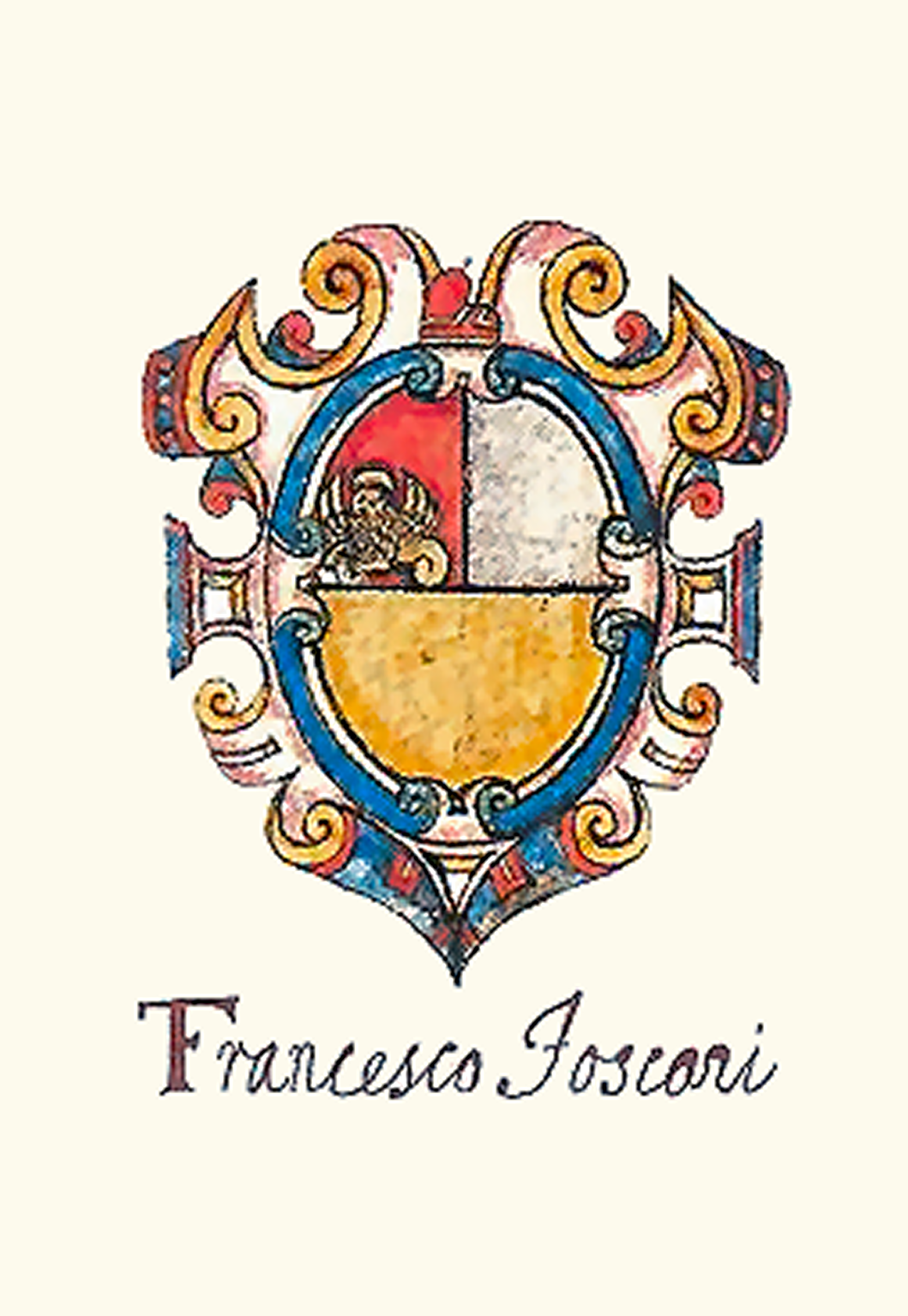
弗朗切斯科·福斯卡里的纹章

弗朗切斯科·福斯卡里(Francesco Foscari，1373 – 1 November 1457)，是1423 －1457年间的威尼斯总督，任职时间是在意大利文艺复兴的开始时期。

## 生平
福斯卡里出身自古代贵族家庭。成为威尼斯总督之前，弗朗切斯科·福斯卡里担任过威尼斯共和国的大使、四十人团主席，十人团成员，以及地位仅次于总督的圣马可行政长官福斯卡里在位时期威尼斯正在与维斯孔蒂家族治下的米兰进行一场持久的战争。以争夺北意大利的控制权。威尼斯在陆上作战并不占优势，最后逐渐败给了弗朗切斯科一世·斯福尔扎率领的米兰军队。同时原先与威尼斯结盟的佛罗伦萨转而与米兰结盟。

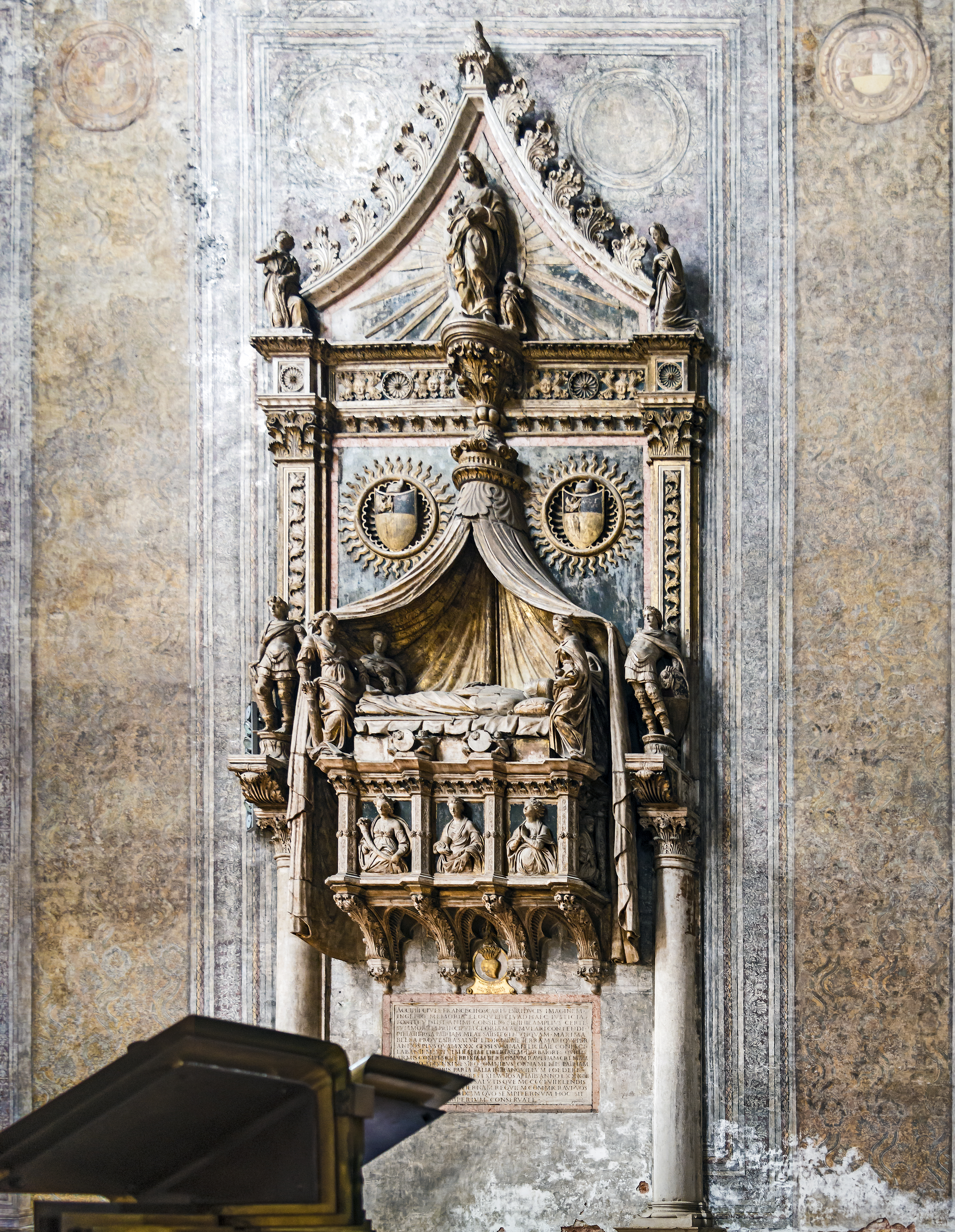
他的墳墓。

福斯卡里两次结婚，第一次与玛丽亚·普利欧利（Maria Priuli），第二次是在1415年，与玛丽娜·那尼（Marina Nani）。唯一的儿子雅克卜·福斯卡里於1445年被十人团认定为受贿、腐败，随后逃出威尼斯。1450年、1456年又进行了两次审判后，雅克卜被囚禁在克里特，不久后死在那里。
1457年，十人团迫使福斯卡里退位。他于一周后去世，死后被授予国葬的荣誉。

## 相关艺术作品

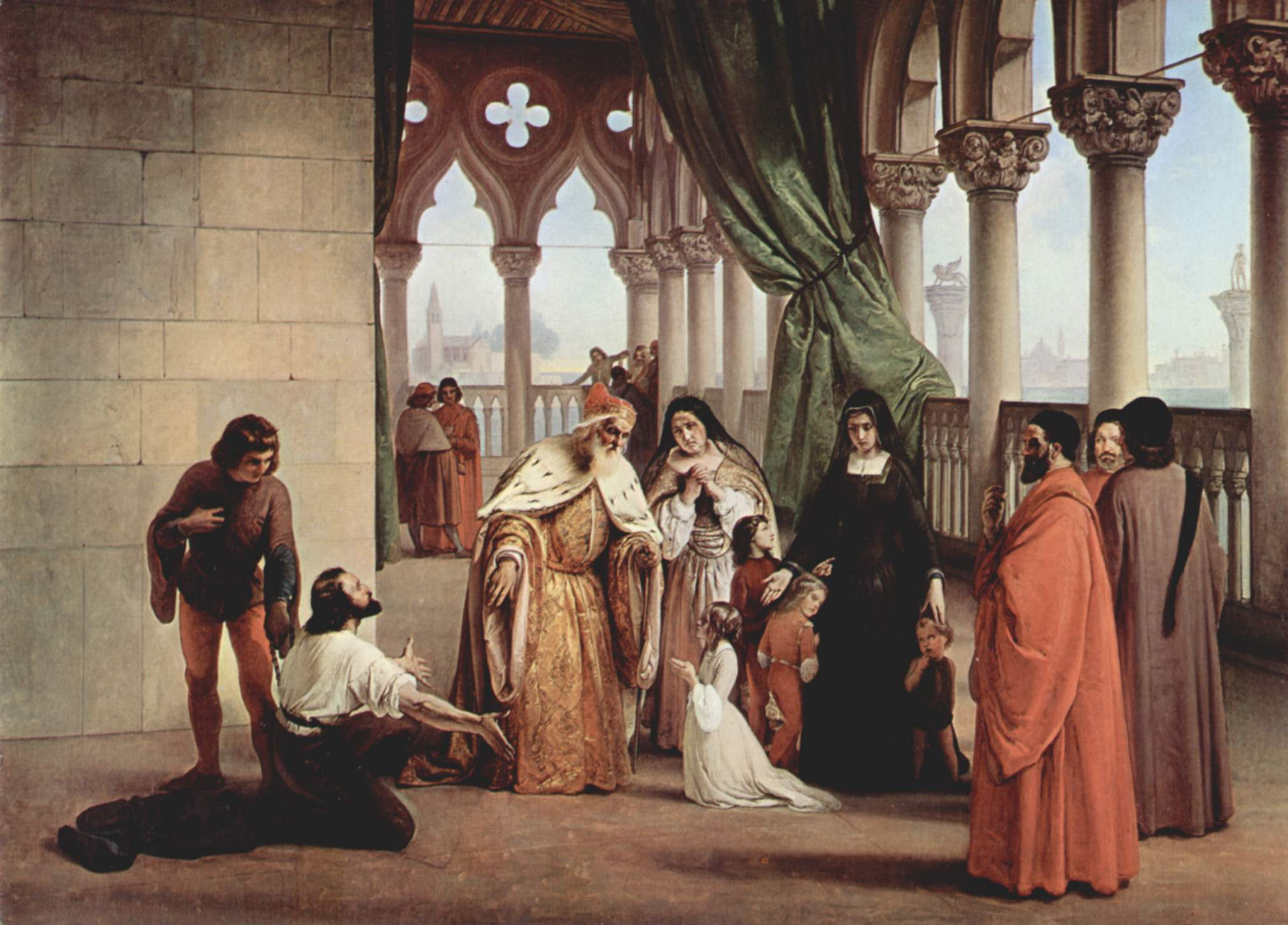
福斯卡里父子的分别，Francesco Hayez，1842，Galleria d'Arte Moderna，佛罗伦萨

拜伦曾写过历史剧The Two Foscari: An Historical Tragedy。